# Королюк, Борис Лаврентьевич
Борис Лаврентьевич Королю́к (рум. Coroliuc Boris; 24 октября 1930, Молдавия — 24 октября 2016, Бельцы) — советский и молдавский учёный, доктор философии, преподаватель кафедры публичного права, в 1975—1985 годах ректор Бельцкого государственного университета имени Алеку Руссо.

## Этапы
- 1950 г. — окончил среднюю школу № 1 в Бричанах.
- 1950—1955 гг. — студент историко-филологического факультета Кишинёвского госуниверситета.
- 1955—1959 гг. — учитель истории, завуч, затем директор средней школы села Маркауцы Единецкого района.
- 1959—1960 гг. — директор молдавской средней школы № 2 в Единцах.
- 1960—1964 гг., 1967—1969 гг. — старший преподаватель истории БГПИ им. А. Руссо.
- 1964—1967 гг. — аспирант Киевского университета им. Т. Шевченко.
- 1969—1975 гг. — доцент кафедры истории, декан филологического факультета БГПИ им. А. Руссо.
- 1975—1985 гг. — ректор БГПИ им. А. Руссо.
- 1985—1987 гг. — директор Республиканского института усовершенствования квалификации учителей (Кишинёв).
- 1992—1995 гг. — преподаватель Бельцкого политехнического колледжа.
- С 1995 г. — доцент кафедры публичного права БГУ им. А. Руссо.